# Lower Caversham
Lower Caversham – miejscowość w Anglii, w hrabstwie ceremonialnym Berkshire. Część Caversham i miasta Reading. Leży 2 km na północny wschód od centrum miasta Reading i 58 km na zachód od centrum Londynu.